# Maziah Mahusin
Maziah Mahusin (ur. 18 marca 1993 w Bandar Seri Begawan) – brunejska lekkoatletka, sprinterka, olimpijka.
W roku 2012 reprezentowała swój kraj na igrzyskach w Londynie. 
| Konkurencja | Eliminacje | Eliminacje | Półfinał | Półfinał | Finał | Finał   |
| Konkurencja | Wynik      | Miejsce    | Wynik    | Miejsce  | Wynik | Miejsce |
| ----------- | ---------- | ---------- | -------- | -------- | ----- | ------- |
| 400 m       | 59,28      | 6.         | NQ       | NQ       | NQ    | NQ      |

W tym samym roku startowała w biegu na 400 metrów kobiet na mistrzostwach w Stambule z czasem 1:03.69 zajęła ostatnie miejsce w swojej grupie, ale ustanowiła rekord kraju.

## Rekordy życiowe
| Dystans                         | Wynik   | Miejsce  | Data            |
| ------------------------------- | ------- | -------- | --------------- |
| bieg na 400 metrów              | 59.28   | Londyn   | 3 sierpnia 2012 |
| bieg na 400 metrów przez płotki | 1:08.35 | Singapur | 23 maja 2010    |